# جان جاك تيزي
جان جاك تيزي تعلم في مدرسة عريقة عرف عنها أنها منبع هانو أساسي لعديد من الاندية الأوروبية الكبرى.خرج جون جاك تيزي من فريق افريكا سبور الايفواري في موسم 2002 لينتقل إلى فريق الأحمر والأصفر ابان خروج الحارس الأشهر لنادي شكري الواعر وليكون خيراً سلف لعملاق الشباك التونسية.توج تيزي مع الترجي بلقبي الدوري لموسمي 2003 و2004.

## وصلات خارجية
- جان جاك تيزي على موقع قاعدة بيانات كرة القدم.إي يو (الإنجليزية)
- جان جاك تيزي على موقع ناشيونال فوتبول تيمز (الإنجليزية)
- جان جاك تيزي على موقع Soccerway.com (الإنجليزية)
- جان جاك تيزي على موقع عالم كرة القدم.نت (الإنجليزية)